# Робб, Кирсти Николь
Кирсти Николь Робб (англ. Kirsty Nicole Robb, род. 23 мая 1979, Новая Зеландия) — новозеландская профессиональная велогонщица. Она представляла свою страну на чемпионатах мира по шоссейным велогонкам 1999, 2001, 2002 и 2003 годов. Двухкратная чемпионка Новой Зеландии по шоссейному велоспорту.

## Карьера
Кирсти Робб начала свою международную спортивную карьеру в 1999 году, дебютировав на Чемпионате мира UCI. Её первой профессиональной командой UCI была Bik-Toscany Sport в 2001 году. До этого она уже добилась успеха на национальном уровне, выиграв чемпионат Новой Зеландии в индивидуальной гонке с раздельным стартом в 1998 году и затем повторила свой успех в 2000 году. В 2002 году она подписала контракт с командой Team Farm Frites–Hartol, в 2003 году перешла в Bik-Power Plate, а в 2004 году заключила контракт с Therme Skin Care.

## Достижения

### Шоссе
1998
 Чемпионат Новой Зеландии — индивидуальная гонка
3-я на Чемпионате Новой Зеландии — групповая гонка
1999
3-я на Играх Океании — индивидуальная гонка
2000
 Чемпионат Новой Зеландии — индивидуальная гонка
2001
Хроно Шампенуа
Холланд Ледис Тур
6-й этап
4-я в горной классификации
6-я в генеральной классификации
Гран-при Groenen Groep
Гран-при Ван дер Хейден
8-я на чемпионате Австралии — индивидуальная гонка
ZLM Omloop der Kempen Ladies
Вуэльта Кастилии и Леона
8-я на 2-м этапе
9-я в генеральной классификации
Эмакумин Бира
2-я на 2-м этапе
9-я на 3-м этапе
4-я в генеральной классификации
3-я на Trofeo Gobierno de la Rioja
4-я на Гран-при Наций
2002
Тур де л'Од феминин
3-я на 1-м этапе
6-я на 2-м этапе
6-я на Играх Содружества — индивидуальная гонка
7-я на 7-м этапе Холланд Ледис Тур
2003
4-я на 1-м этапе Новилон Ронде ван Дренте
9-я на 6-м этапе Тур де л’Од феминин
3-й этап Стер Зеувс Эйанден
Туре Бретани
2-я на 2-м этапе
4-я на 3-м этапе
3-я на 5-м этапе
3-я в генеральной классификации
3-я на гонке приз «Великие реки»
4-я на 3-м этапе Женского Тура — На приз Чешской Швейцарии
Гранд Букль феминин
9-я на 13-м этапе
9-я в молодёжной классификации
2-я на 3-м этапе Холланд Ледис Тур
7-я на Хроно Шампенуа
6-я на Гран-при Наций

### Статистика выступления наГранд-турах
| Гонка / Год         | 2001 | 2002 | 2003 | 2004 |
| ------------------- | ---- | ---- | ---- | ---- |
| Гранд Букль феминин | DNF  | —    | 43   | —    |
| Тур де л'Од феминин | —    | 29   | 57   | DNF  |

### Трек
2001
2-я на Чемпионате Франции — гонка преследования

## Рейтинги
| Год                 | 2001 | 2002  | 2003 |
| ------------------- | ---- | ----- | ---- |
| Мировой рейтинг UCI | 54-й | 135-й | 77-й |
|                     |      |       |      |
| Источник: UCI       |      |       |      |